# Świack (rejon szarkowszczyński)
Świack – dawny folwark i osada. Tereny, na których leżały, znajdują się obecnie na Białorusi, w obwodzie witebskim, w rejonie szarkowszczyńskim, w sielsowiecie Jody.

## Historia
W czasach zaborów w powiecie dzisieńskim, w guberni wileńskiej Imperium Rosyjskiego.
W latach 1921–1945 folwark i osada leżały w Polsce, w województwie wileńskim, w powiecie dziśnieńskim (od 1926 w powiecie brasławskim), w gminie Jody.
Według Powszechnego Spisu Ludności z 1921 roku zamieszkiwało tu 31 osób, 13 było wyznania rzymskokatolickiego, 8 prawosławnego, 2 staroobrzędowego a 8 mojżeszowego. Jednocześnie 21 mieszkańców zadeklarowało polską a 10 białoruską przynależność narodową. Było tu 5 budynków mieszkalnych. W 1931 folwark w 2 domach zamieszkiwało 13 osób; osadę w 2 domach 5 osób.
Wierni należeli do parafii rzymskokatolickiej w Borodzieniczach i prawosławnej w Jodach. Miejscowość podlegała pod Sąd Grodzki w Brasławiu i Okręgowy w Wilnie; właściwy urząd pocztowy mieścił się w Jodach.